# Sorry, I'm a Lady
"Sorry, I'm a Lady" is een nummer van het Spaanse duo Baccara. Het verscheen op hun debuutalbum Baccara uit 1977. Op 7 augustus van dat jaar werd het uitgebracht als de tweede single van het album.

## Achtergrond
"Sorry, I'm a Lady" is geschreven door Rolf Soja en Frank Dostal en geproduceerd door Soja. Het was de opvolger van hun debuutsingle "Yes Sir, I Can Boogie", dat in meer dan tien landen een nummer 1-hit werd. In navolging hiervan bereikte deze single ook de nummer 1-positie in diverse landen, waaronder Duitsland, Noorwegen en Oostenrijk. Ook in Nederland werd het een nummer 1-hit in zowel de Top 40 als de Nationale Hitparade, terwijl ook in een voorloper van de Vlaamse Ultratop 50 de hoogste positie werd gehaald. In de Britse UK Singles Chart kwam het tot de achtste plaats en in onder meer Finland, Zweden en Zwitserland werd de top 3 gehaald.

## Hitnoteringen

### Nederlandse Top 40
| Hitnotering: 27-08-1977 t/m 29-10-1977 | Hitnotering: 27-08-1977 t/m 29-10-1977 | Hitnotering: 27-08-1977 t/m 29-10-1977 | Hitnotering: 27-08-1977 t/m 29-10-1977 | Hitnotering: 27-08-1977 t/m 29-10-1977 | Hitnotering: 27-08-1977 t/m 29-10-1977 | Hitnotering: 27-08-1977 t/m 29-10-1977 | Hitnotering: 27-08-1977 t/m 29-10-1977 | Hitnotering: 27-08-1977 t/m 29-10-1977 | Hitnotering: 27-08-1977 t/m 29-10-1977 | Hitnotering: 27-08-1977 t/m 29-10-1977 | Hitnotering: 27-08-1977 t/m 29-10-1977 |
| Week                                   | 1                                      | 2                                      | 3                                      | 4                                      | 5                                      | 6                                      | 7                                      | 8                                      | 9                                      | 10                                     |                                        |
| -------------------------------------- | -------------------------------------- | -------------------------------------- | -------------------------------------- | -------------------------------------- | -------------------------------------- | -------------------------------------- | -------------------------------------- | -------------------------------------- | -------------------------------------- | -------------------------------------- | -------------------------------------- |
| Nummer                                 | 17                                     | 7                                      | 2                                      | 1                                      | 2                                      | 4                                      | 9                                      | 16                                     | 36                                     | 40                                     | uit                                    |

### Nationale Hitparade
| Hitnotering: 27-08-1977 t/m 22-10-1977 | Hitnotering: 27-08-1977 t/m 22-10-1977 | Hitnotering: 27-08-1977 t/m 22-10-1977 | Hitnotering: 27-08-1977 t/m 22-10-1977 | Hitnotering: 27-08-1977 t/m 22-10-1977 | Hitnotering: 27-08-1977 t/m 22-10-1977 | Hitnotering: 27-08-1977 t/m 22-10-1977 | Hitnotering: 27-08-1977 t/m 22-10-1977 | Hitnotering: 27-08-1977 t/m 22-10-1977 | Hitnotering: 27-08-1977 t/m 22-10-1977 | Hitnotering: 27-08-1977 t/m 22-10-1977 |
| Week                                   | 1                                      | 2                                      | 3                                      | 4                                      | 5                                      | 6                                      | 7                                      | 8                                      | 9                                      |                                        |
| -------------------------------------- | -------------------------------------- | -------------------------------------- | -------------------------------------- | -------------------------------------- | -------------------------------------- | -------------------------------------- | -------------------------------------- | -------------------------------------- | -------------------------------------- | -------------------------------------- |
| Nummer                                 | 21                                     | 5                                      | 2                                      | 1                                      | 2                                      | 4                                      | 9                                      | 15                                     | 17                                     | uit                                    |